# Charlton Howitt
Pour les articles homonymes, voir Howitt.
Charlton William Herbert Howitt, né en 1838 à Esher et mort au lac Brunner le 9 juin 1863, est un explorateur britannique.

## Biographie
Charlton Howitt est le fils de Mary Howitt et le frère d'Alfred William Howitt. En 1862, il part avec son frère pour le centre de l'Australie à la recherche de l'expédition Burke dont on est sans nouvelles et n'en découvre qu'un unique survivant, John King, qui s'est réfugié chez les Aborigènes. L'année suivante, il est choisi pour diriger une expédition en Nouvelle-Zélande et tracer une route allant des plaines d'Hurunui à l'embouchure du Taramakau. Alors qu'il traverse le lac Brunner, il disparait mystérieusement avec ses compagnons de voyage Robert Little et Henry Mullis. Seul le canot qu'ils utilisaient est retrouvé.
Jules Verne évoque Charlton Howitt dans son roman Les Enfants du capitaine Grant (partie 2, chapitre IV).
Sa plaque commémorative indique par erreur qu'il est mort dans le lac Brunner en septembre 1863. Pour d'autres sources, il serait mort le 27 juin 1863.